# Seán Haughey
Pour les articles homonymes, voir Haughey.
Seán Haughey (né le 8 novembre 1961) est un homme politique irlandais du Fianna Fáil qui est Teachta Dála (TD) pour la circonscription de Dublin Bay North depuis 2016, et auparavant de 1992 à 2011 pour la circonscription de Dublin North-Central. Il est ministre d'État de 2006 à 2011 et lord-maire de Dublin de 1989 à 1990. Il est sénateur du Panel administratif de 1987 à 1992.

## Jeunesse
Fils de l'ancien Taoiseach Charles Haughey et de Maureen Lemass, Haughey fait ses études au St Paul's College de Raheny, Dublin et au Trinity College de Dublin, où il obtient un baccalauréat ès arts en économie et politique.

## Carrière politique
Haughey entre en politique en 1985 lorsqu'il est élu au conseil municipal de Dublin pour la zone électorale d'Artane. Il est réélu au conseil en 1991 et 1999 et reste jusqu'en 2003. Il est lord-maire de Dublin de 1989 à 1990.
Haughey est membre du Seanad Éireann de 1987 à 1992. Cette année-là, il est élu au Dáil Éireann en tant que député Fianna Fáil pour Dublin North-Central. Il s'était présenté sans succès dans la circonscription de Dublin Nord-Est aux élections générales de 1987 et 1989.
Haughey est nommé par Bertie Ahern en décembre 2006 ministre d'État au ministère de l'Éducation et des Sciences, chargé de l'éducation des adultes, de la jeunesse et du désavantage éducatif,. En juin 2007, il est nommé ministre d'État au ministère de l'Éducation et des Sciences ainsi qu'au ministère de l'Entreprise, du Commerce et de l'Emploi, chargé de l'apprentissage tout au long de la vie, du travail auprès des jeunes et du transport scolaire. Il est reconduit dans ses fonctions par Brian Cowen en 2008 et à nouveau lorsque le nombre de ministres subalternes est réduit.
Il perd son siège aux élections générales de 2011. Il est élu au conseil municipal de Dublin pour la zone électorale locale de Clontarf lors des élections locales de 2014. Il retrouve un siège au Dáil aux élections générales de 2016, lorsqu'il est réélu dans la nouvelle circonscription de Dublin Bay North. Il est réélu aux élections générales de février 2020,.

## Vie privée
Haughey est membre d'une famille politique. Il est le fils de Charles Haughey, son grand-père maternel est Seán Lemass ; tous les deux Taoiseach. Son oncle Noel Lemass et sa tante Eileen Lemass sont également membres du Dáil Éireann. Par l'intermédiaire de son père, Haughey est également lié à la médaillée olympique Siobhán Haughey.
Haughey est marié à Orla O'Brien et le couple a quatre enfants.